# Always the Hard Way
Always The Hard Way – drugi album studyjny hardcore'owego zespołu Terror wydany w 2006

## Lista utworów
1. "All For Revenge" – 1:54
2. "Strike You Down" – 1:44

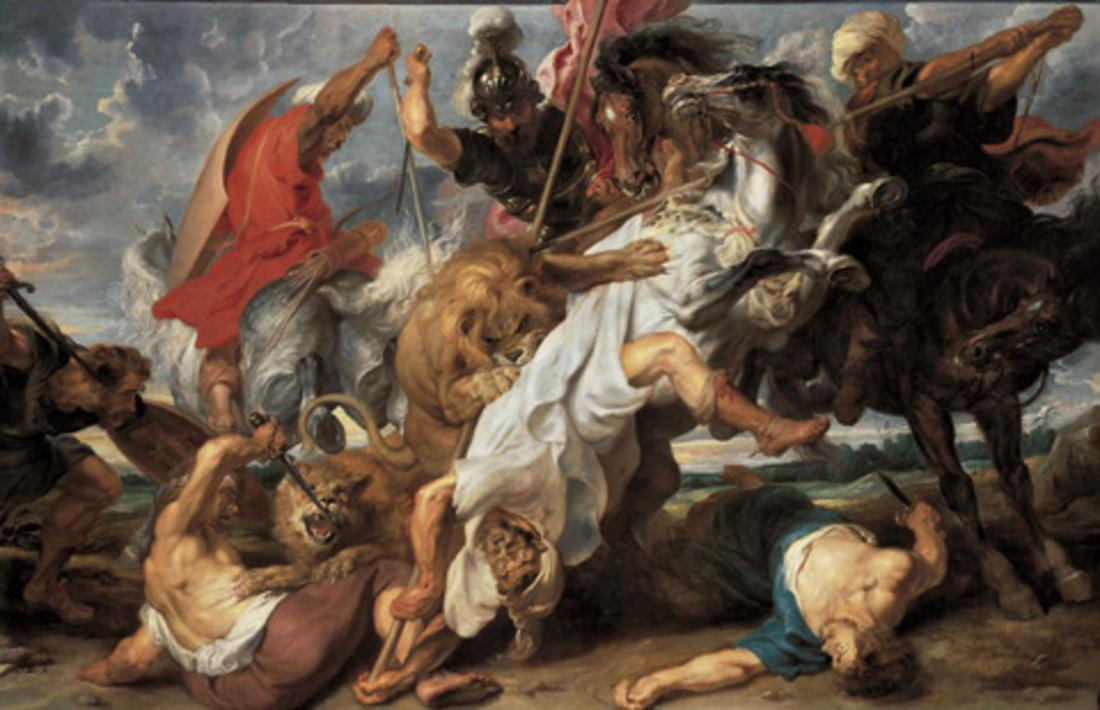
Obraz "Polowanie na lwy" Petera Paula Rubensa wykorzystany na okładce płyty

3. "Survival Comes Crashing In" – 2:03
4. "Always The Hard Way" – 2:33
5. "Lost" – 2:19
6. "Last Of The Diehards" – 1:23
7. "So Close To Defeat" – 2:03
8. "Test My Convictions" – 2:22
9. "Hell To Pay" – 2:24
10. "One Step Behind" – 1:40
11. "You Can’t Break Me" – 2:16
12. "Dibbs and Murs Check In" – 1:09
13. "Hardship Belongs To Me" – 2:44
14. "Smash Through You" – 2:39
15. "Back At You" / "Dead End" - 1:51

## Twórcy
Członkowie zespołu
- Scott Vogel – śpiew
- Nick Jett – perkusja
- Jonathan Buske – gitara basowa
- Frank "3Gun" Novinec – gitara elektryczna
- Doug Webber – gitara elektryczna

Udział innych
- Mr. Dibbs i MURS (jako "Mr. Murs") wystąpili w utworze "Dibbs and Murs Check In" (rapowy przerywnik)
- Aaron Butkus (Death Threat) udzielił głosu w utworze "You Can’t Break Me"
- Eddie Sutton (Leeway) udzielił głosu w utworze "So Close to Defeat"
- Carl Schwartz – nagrywanie gitar[3]

## Teledyski
- "Lost" (2006, reż. Doug Spangenberg)

## Nawiązania
- Widok na okładce płyty przedstawia fragment obrazu "Polowanie na lwy" z ok. 1621 roku autorstwa Petera Paula Rubensa[4] (znajduje się w muzeum Stara Pinakoteka w Monachium, Niemcy).
- W filmie akcji pt. Oddział Delta 2 z 1990 zwrot always the hard way wielokrotnie wyraża generał Taylor (w jego rolę wcielił się aktor John P. Ryan)[5].